# 萧洪
萧洪（？—836年），唐朝福建人。
萧洪本是户部茶纲役人，唐文宗时，尊其母萧氏为太后，萧太后寻访失散的弟弟，她的弟弟孱弱不能前去认亲。萧洪诈称萧太后母弟，自称有姐姐流落，通过人引见，萧太后悲不自胜，文宗于是视为元舅，拜左金吾卫大将军。大和八年（834年），出为河阳三城节度使。大和九年（835年），改为鄜坊节度使。开成元年（836年），萧洪欺诈的事情败露，萧洪被除名流放驩州，在途中被赐死。